# Castell de l’Areny
Castell de l’Areny ist ein Ort und eine Gemeinde (municipio) mit 69 Einwohnern (Stand: 2024) in der Comarca Berguedà in der Provinz Barcelona in der Autonomen Region Katalonien. Neben dem namensgebenden Hauptort gehört der Weiler Sant Romà de la Clusa zur Gemeinde.

## Lage
Castell de l’Areny liegt etwa 90 Kilometer nordnordwestlich von Barcelona in einer Höhe von etwa 955 m in den südlichen Ausläufern der Pyrenäen in der Comarca Berguedà im Norden Kataloniens. Die Gemeinde wird im Westen vom Río Llobregat begrenzt.

## Bevölkerungsentwicklung
| Jahr      | 1960 | 1970 | 1981 | 1991 | 2001 | 2011 | 2021 |
| Einwohner | 106  | 58   | 49   | 41   | 58   | 74   | 72   |

## Sehenswürdigkeiten

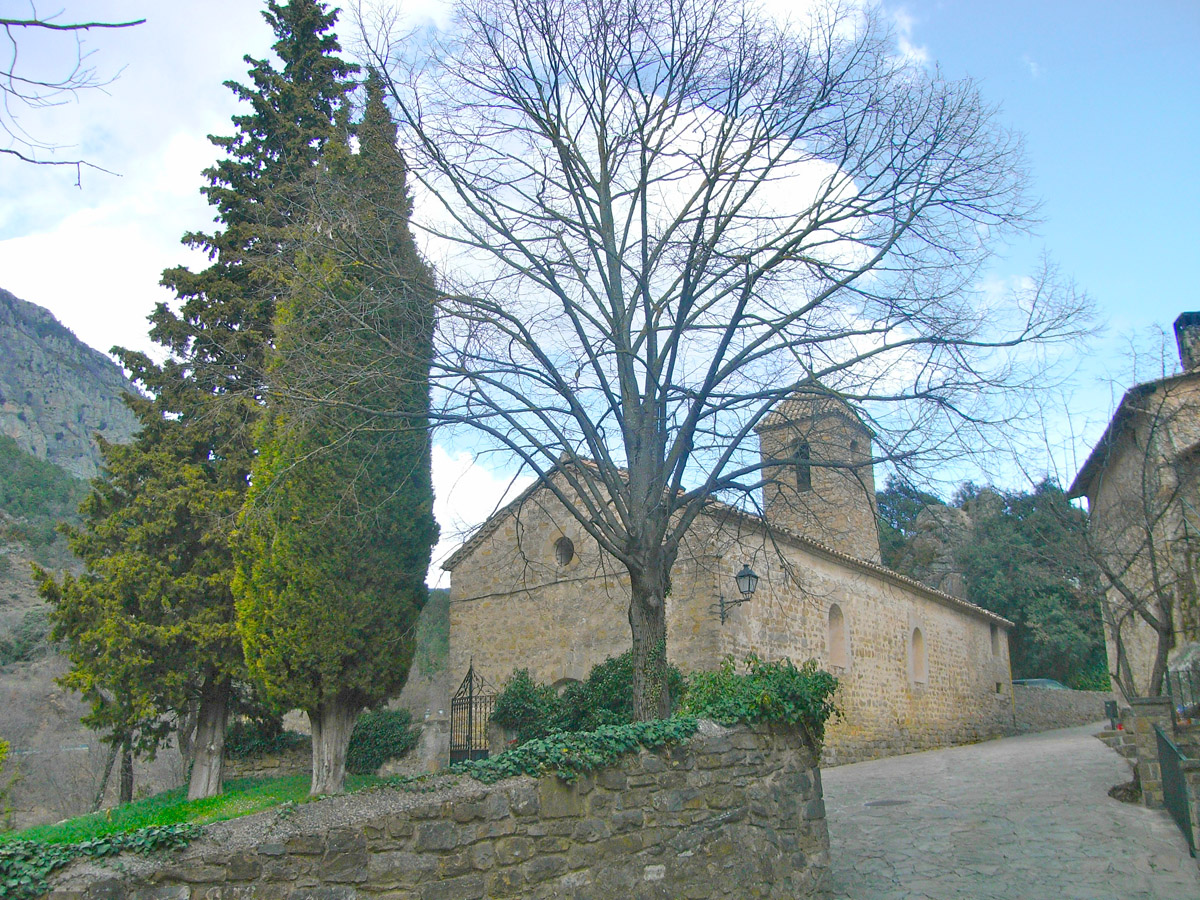
Vinzenzkirche
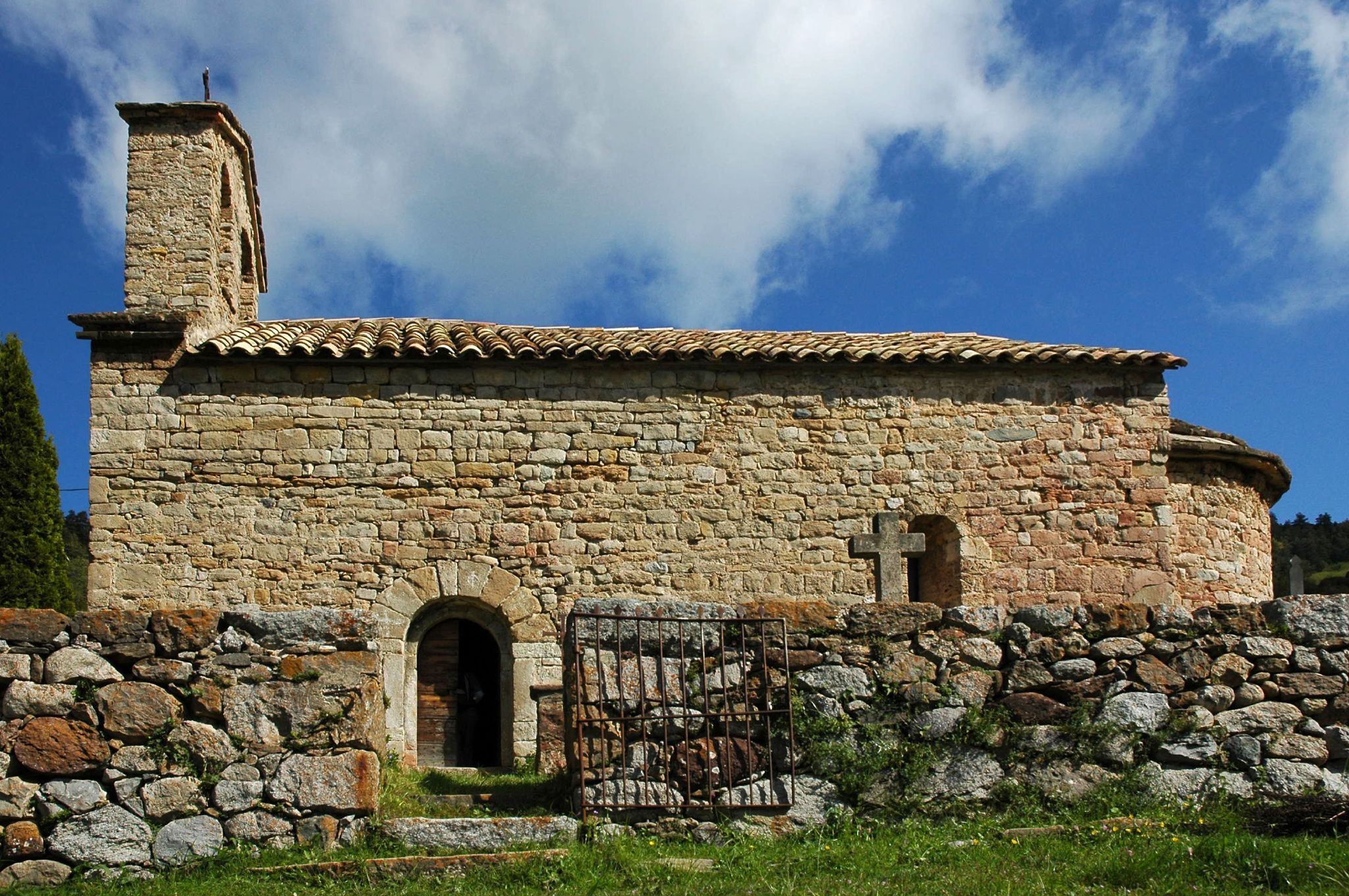
Romanuskapelle

- Vinzenzkirche
- Romanuskapelle